# Farní sbor Slezské církve evangelické augsburského vyznání v Havířově-Bludovicích
Farní sbor Slezské církve evangelické augsburského vyznání v Havířově-Bludovicích je sborem Slezské církve evangelické augsburského vyznání v Bludovicích. Sbor spadá pod Těšínsko-havířovský seniorát. Členové sboru se schází v evangelickém kostele, který se nachází na předměstí města Havířova a v jehož blízkosti stojí česká a polská základní škola. V kostele se konají bohoslužby, křty, svatební a pohřební obřady. Kostel je chráněn jako kulturní památka a slouží jako místo pro kulturní činnost. V letech 2012 - 2014 v něm proběhly desítky koncertů na přestavbu varhan, na kterých vystoupili mj. Ewa Farna, Kristína nebo Václav Neckář. Od roku 2020 probíhá projekt na výměnu kostelních oken.
Sboru dále náleží farní budova, budova původní školy, Starý a Nový hřbitov v Bludovicích, kaple v Šenově, hřbitov a kaple v Životicích.

## Duchovní činnost sboru
Navzdory sekularizaci způsobené vznikem socialistického města Havířova v 50. letech si sbor udržel svou aktivitu a pestrou duchovní činnost. Bohoslužby se konají střídavě v jazyce českém a polském každou neděli. Ve stejný čas se děti shromažďují na nedělení besídce. Kromě bohoslužeb v kostele se konají pravidelné bohoslužby v kaplích v Šenově a na Šumbarku. Biblické hodiny (setkání, na kterých se čte z Bible) se konají ve sborovém sálu a v havířovských domovech seniorů a domovech s pečovatelskou službou. Na ZŠ Mládežnické, ZŠ a MŠ Frýdecké a ZŠ a MŠ s polským jazykem vyučovacím v Havířově je veden kroužek náboženství. Děti ve věku 12 - 14 let docházejí na konfirmační přípravu, která je zakončena konfirmační slavností. Po absolvování konfirmace se poté zúčastňují schůzek dorostu a mládeže. V letních měsících je organizován dětský tábor. Ženský pěvecký sbor Laudate vystupuje pravidelně na bohoslužbách. Od roku 2020 je administrátorkou sboru pastor Renata Firlová. Slavnost instalace pastora proběhla 8. května 2022, a Renata Firlová se tak stala historicky první ženou, která zastávala funkci prvního pastora ve SCEAV. 

## Historie
Vznik bludovického sboru spadá s největší pravděpodobností do 14. století (dochovaná zmínka o poplatku papeži). V 16. století za vlády Piastovců přijali v období reformace Bludovští (od pojmenování vesnice) protestantskou víru. Adam Václav, který původně usiloval o to, aby celé knížectví zásadně vyznávalo evangelickou víru, začal pod tlakem císaře Rudolfa II. podporovat katolíky a nastalo období násilné rekatolizace. V roce 1654 došlo k uzavření všech evangelických kostelů a začalo období náboženského pronásledování. Úlevu přinesl evangelíkům rok 1709, kdy na základě Altrandštadské smlouvy vydal císař Josef I. povolení k výstavbě šesti kostelů. Jedním z nich byl kostel v polském Těšíně Na Vyšní bráně, do jehož farnosti náležely i Bludovice. Po vydání Tolerančního patentu císařem Josefem II. byl 18. 4. 1782 v Dolních Bludovicích položen základní kamen pro stavbu nové modlitebny. Prvním farářem sboru se stal v r. 1783 Daniel Wagner. Protože věřících přibývalo, byly v r. 1840 dobudovány pavlače. V r. 1843 byl založen vlastní evangelický hřbitov (do té doby byli evangelíci pohřbíváni za poplatky na katolickém hřbitově). Po vydání Konstitučního patentu císařem Františkem Josefem I. byla v r. 1852 postavena věž a zavěšeny zvony. Na základě Císařského protestantského patentu církev přijala byteriálně-synodální uspořádání a byla zvolena první farní rada (presbyterstvo). V r. 1906 se začala organizovat mládež, jež vytvořila Svaz evangelické mládeže v Bludovicích (SEM). Během druhé světové války byli místní faráři nuceni si najít jiné zaměstnání. V neděli 6. 8. 1944 zavraždili němečtí vojáci 18 nevinných evangelíků a 16 katolíků jako pomstu za partyzánský útok na místního německého občana (Životická tragédie). V letech 1949-1950 se od bludovického sboru oddělili: Suchá, Stonava a Těrlicko a vytvořili samostatné sbory. K obrovským změnám došlo v padesátých letech, kdy se na místě, kde stála původní vesnice Dolní Bludovice, začaly tyčit panelové domy. Nově vzniklé město Havířov bylo komunistickým režimem označeno jako socialistické, což se odrazilo mj. na výuce náboženství ve školách a shromažďování mladých ve sboru. Po svržení totalitního komunistického režimu se sbor mohl opět plně angažovat ve své činnosti. Od r. 2020 je administrátorkou bludovického sboru farářka Renáta Firlová. V létě r. 2022 oslavil sbor 240. výročí položení základního kamene modlitebny.

## Pastoři (faráři) sboru od roku 1955
- Karel Krzywoń (1955-1977)
- Gustav Ciencala (1969-1970)
- Stanislav Piętak (1971-1979)
- Kazimír Suchanek (1977-1979, 1999-2009)
- Vladislav Volný (1979-1992)
- Vilém Szlauer (1979-1983)
- Bohdan Taska (1992-1996)
- Renata Firlová (1997-1998)
- Boleslav Firla (1995-1998)
- Vladislav Volný, junior (1998-2020)
- Renáta Firlová (od r. 2020)[6]

## Galerie

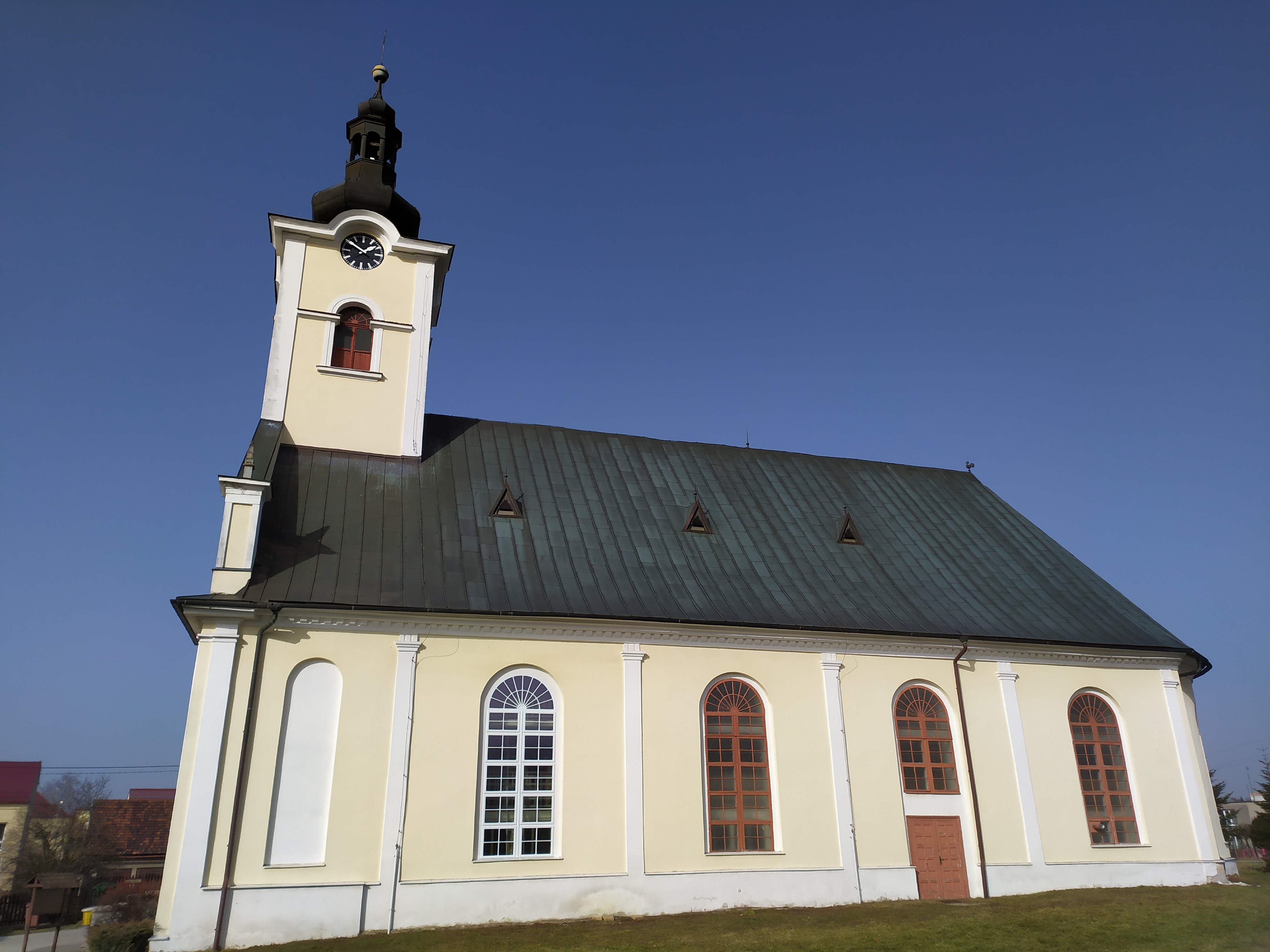
Evangelický kostel v Bludovicích po výměně jednoho okna
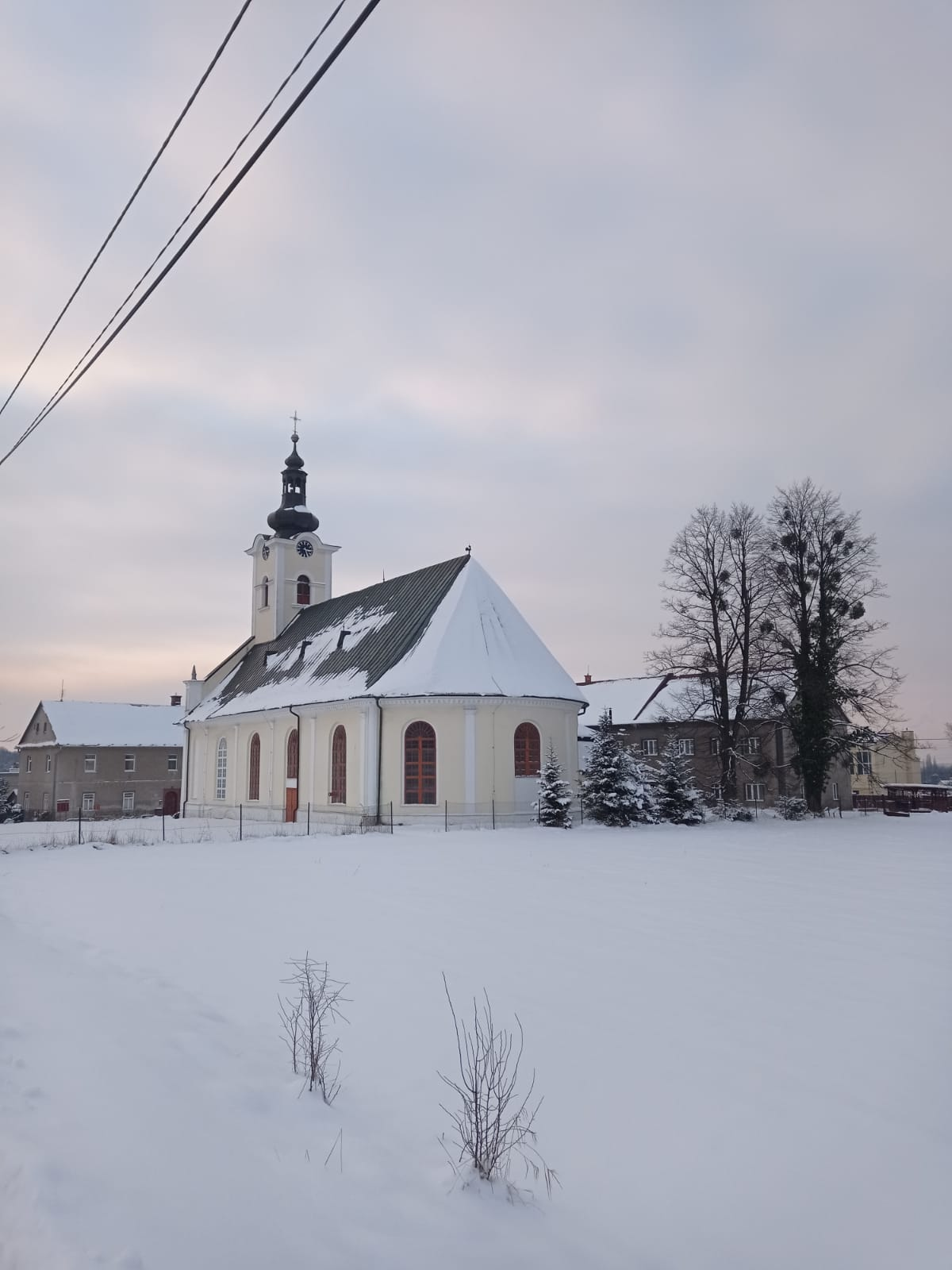
Evangelický kostel v Bludovicích s dvěma farními budovami
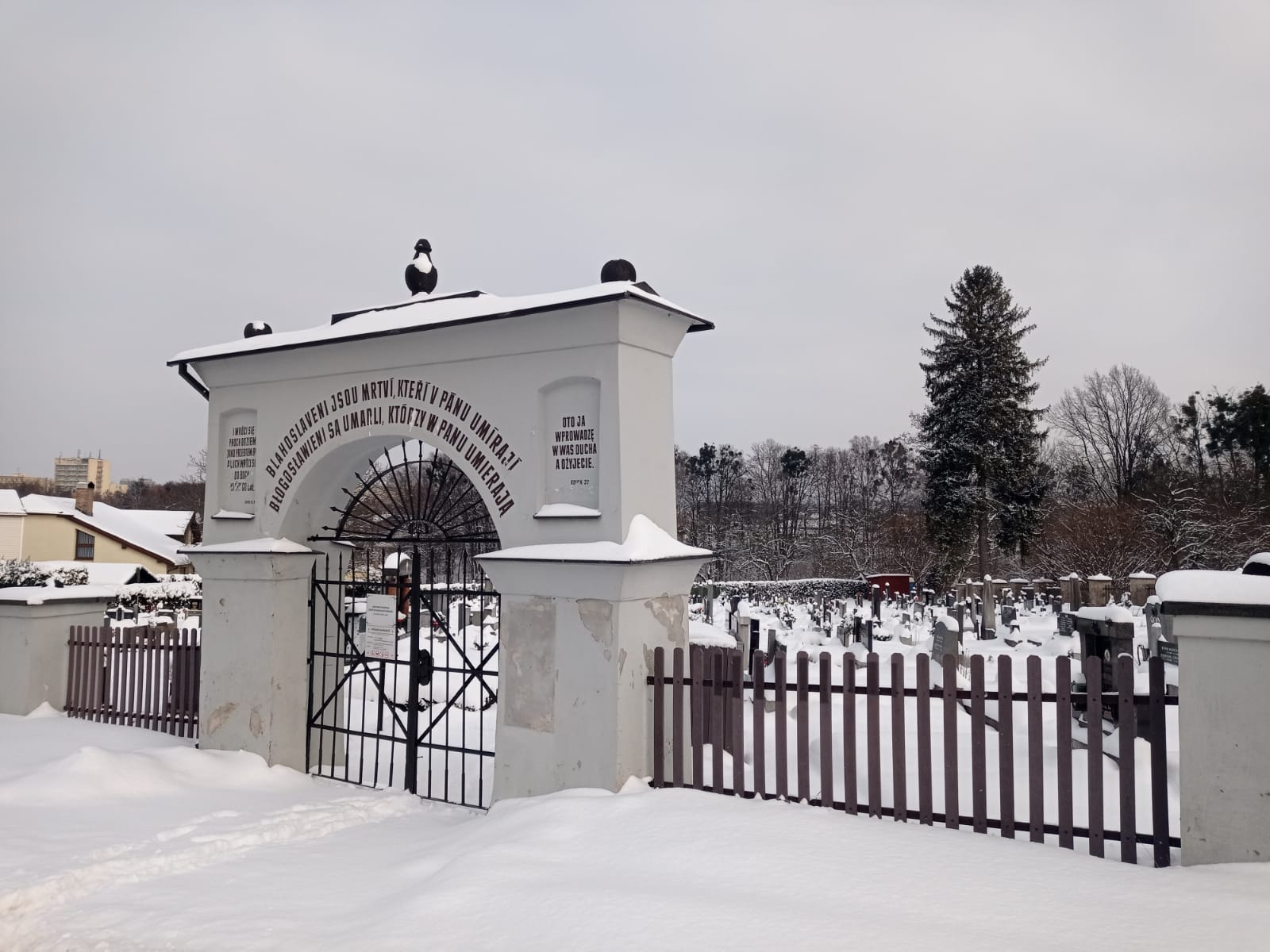
Brána Starého hřbitova v Bludovicích
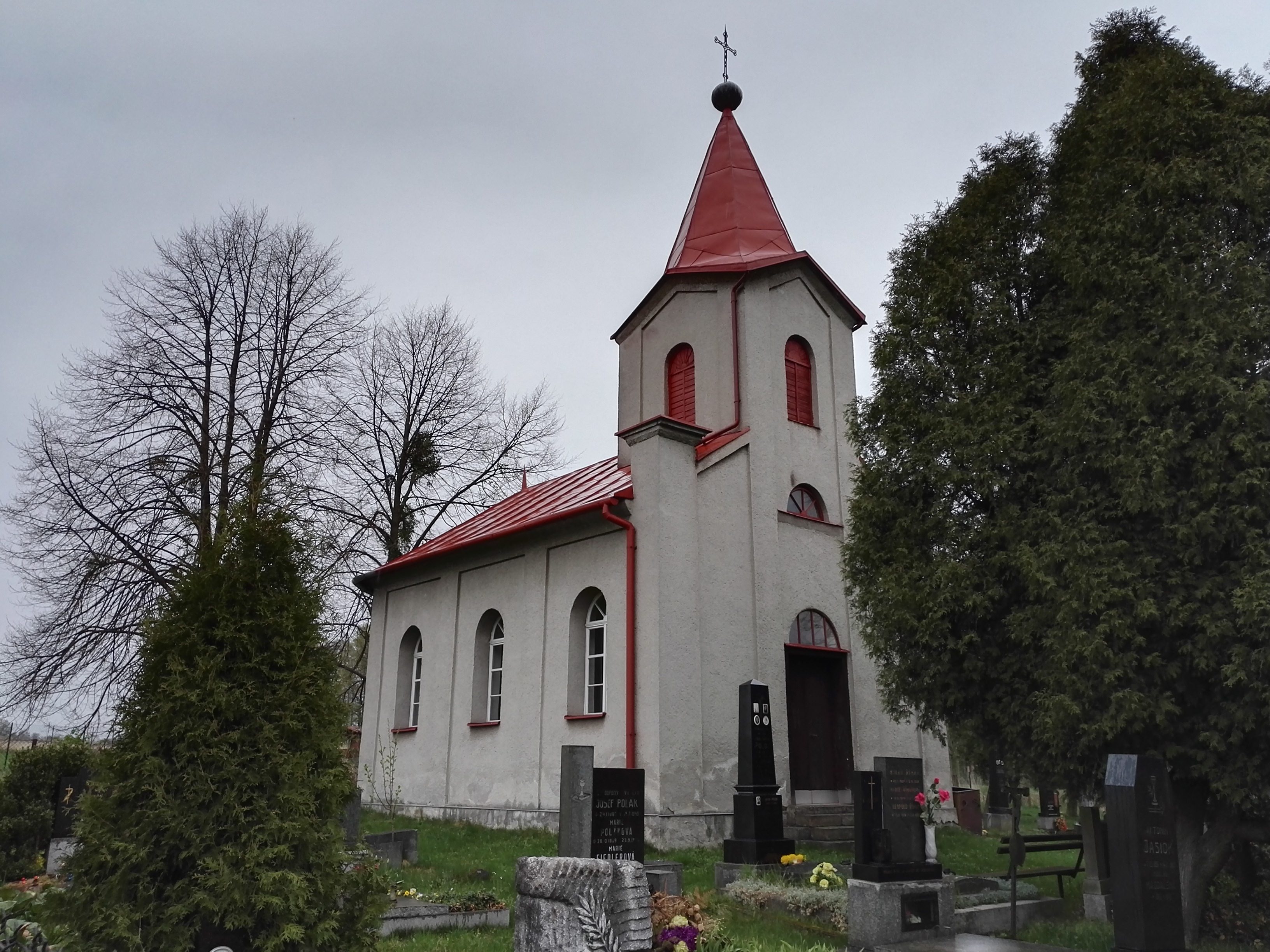
Kaple v Šenově
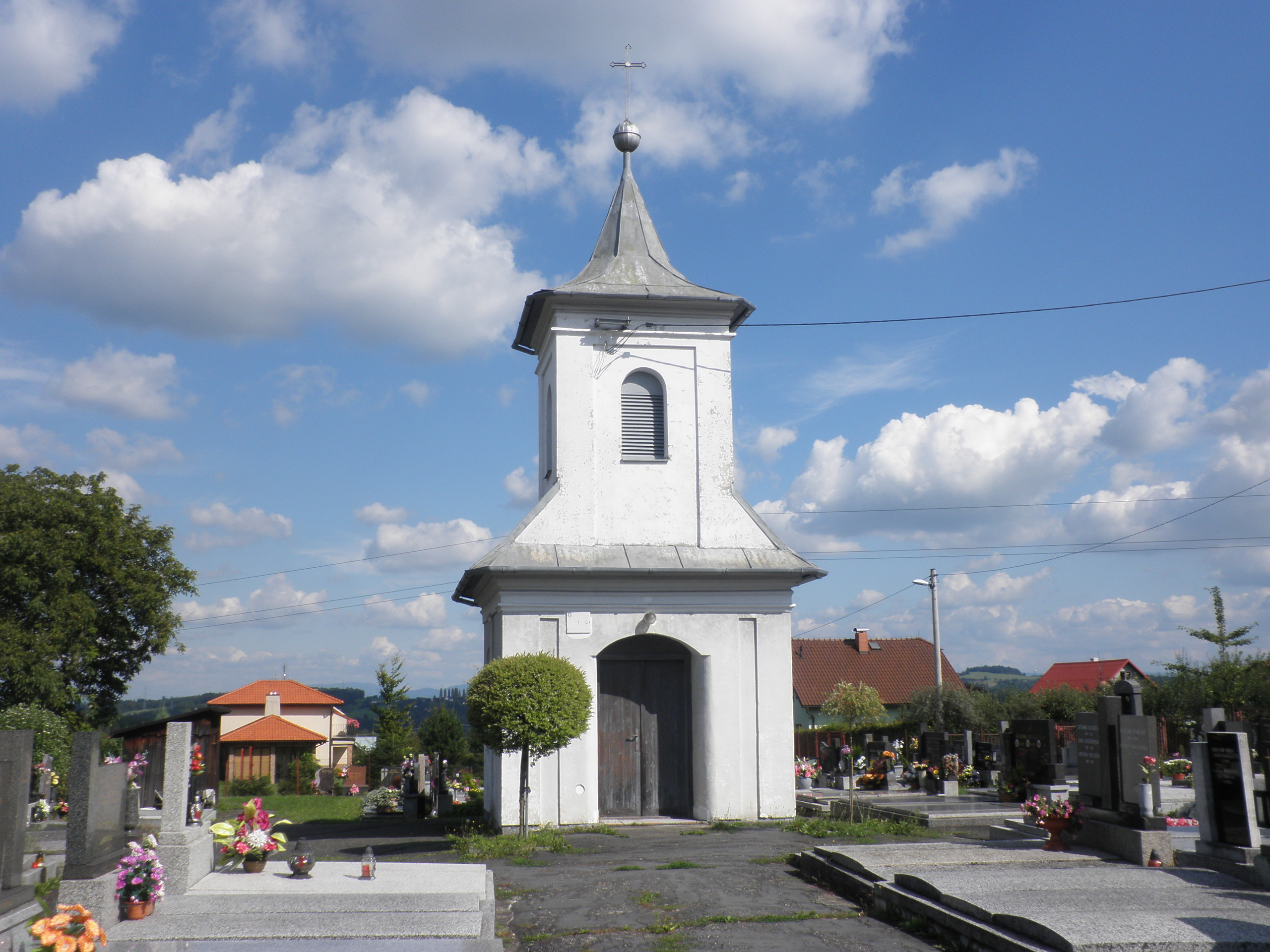
Kaple v Životicích